# Roman ~My Dear Boy~
Singles de Morning Musume
Ai Araba It's All Right
(21 janvier 2004) Joshi Kashimashi Monogatari
(22 juillet 2004)
Singles par Morning Musume Otome Gumi
Yūjō (...)
(25 février 2004)
Singles par Morning Musume Sakura Gumi
Sakura Mankai
(25 février 2004)
Roman ~My Dear Boy~ (浪漫～My Dear Boy～, trad: "Roman, mon cher garçon") est le 22e single du groupe de J-pop Morning Musume.

## Présentation
Le single sort le 12 mai 2004 au Japon sur le label zetima. Il est écrit, composé et produit par Tsunku. Il atteint la 4e place du classement Oricon, et reste classé pendant 6 semaines, pour un total de 87 255 exemplaires vendus durant cette période ; c'est le premier single du groupe à se vendre à moins de 100 000 exemplaires, en exceptant son premier single indépendant Ai no Tane produit uniquement à 50 000 unités. Il sort également dans une édition limitée avec une pochette différente et des mini-posters supplémentaires, ainsi qu'au format "single V" (DVD contenant le clip vidéo).
C'est le premier single du groupe sans Natsumi Abe, qui l'a quitté en début d'année pour poursuivre sa carrière en solo. La chanson-titre du single est le thème de la comédie musicale jouée par le groupe en 2004, Help!! Atchii Chikyu o Samasunda, et figurera sur son sixième album, Ai no Dai 6 Kan, qui sort en fin d'année. Elle sera reprise en 2011 par Dream Morning Musume sur l'album Dreams 1.

## Formation
Membres du groupe créditées sur le single :
- 1er génération : Kaori Iida
- 2e génération : Mari Yaguchi
- 4e génération : Rika Ishikawa, Hitomi Yoshizawa, Nozomi Tsuji, Ai Kago
- 5e génération : Ai Takahashi, Asami Konno, Makoto Ogawa, Risa Niigaki
- 6e génération : Miki Fujimoto, Eri Kamei, Sayumi Michishige, Reina Tanaka

## Titres
Single CD
1. Roman ~My Dear Boy~ (浪漫～My Dear Boy～?)
2. Fine Emotion! (ファインエモーション！?)
3. Roman ~My Dear Boy~ (Instrumental) (浪漫～My Dear Boy～...?)

Single V (DVD)
1. Roman ~My Dear Boy~ (浪漫～My Dear Boy～?) (clip vidéo)
2. Roman ~My Dear Boy~ (Close-Up Version) (浪漫～My Dear Boy～...?)
3. Making Eizō (メイキング映像, Meikingu Eizō?) (making of)